# مجزرة قلقيلية
مجزرة قلقيلية هي مجزرة نفذها جيش الاحتلال الإسرائيلي ومجموعة من المستوطنين في 10 أكتوبر عام 1956 ضد مواطنين فلسطينيين عُزَّل في قرية قلقيلية الواقعة على الخط الأخضر الفاصل بين الأراضي العربية المحتلة عام 1948 والضفة الغربية، حيث شارك في الهجوم مفرزة من الجيش وكتيبة مدفعية وعشرة طائرات مقاتلة. وقد عمد الجيش الإسرائيلي إلى قصف القرية بالمدفعية قبل اقتحامها، حيث راح ضحية المجزرة أكثر من 70 شهيداً.
تُعد واحدة من أبشع المجازر التي ارتكبتها القوات الإسرائيلية ضد المدنيين الفلسطينيين، ضمن سلسلة من الاعتداءات الانتقامية التي شنتها إسرائيل في الخمسينيات ضد قرى ومناطق في الضفة الغربية وقطاع غزة.

## خلفية المجزرة
في تلك الفترة، كانت الضفة الغربية تحت الإدارة الأردنية، وكانت الأوضاع متوترة للغاية بين إسرائيل والدول العربية بعد نكبة عام 1948. ووقعت هجمات متبادلة بين الفدائيين الفلسطينيين والقوات الإسرائيلية، وغالبًا ما كانت إسرائيل ترد على هذه العمليات بهجمات واسعة النطاق على القرى والمدن الفلسطينية.

## تفاصيل المجزرة
- في ليلة 10 أكتوبر 1956، شنت وحدة كوماندوز إسرائيلية بقيادة أرئيل شارون (الذي أصبح لاحقًا رئيسًا لوزراء إسرائيل) هجومًا مباغتًا على مدينة قلقيلية الواقعة في شمال الضفة الغربية.
- الهجوم استهدف مركز الشرطة الأردني الواقع على أطراف المدينة، والذي كان يعتبر موقعًا استراتيجيًا يطل على خط الهدنة.
- استخدمت القوات الإسرائيلية الدبابات والمدفعية والأسلحة الثقيلة، وتم تدمير مركز الشرطة بالكامل.
- بعد ذلك، توغلت القوات في المدينة وبدأت بإطلاق النار عشوائيًا على السكان، مما أدى إلى استشهاد نحو 70 فلسطينيًا، بينهم مدنيون وأفراد من قوات الشرطة الأردنية.[7][8]

## ردود الفعل
- أثارت المجزرة موجة من الغضب في العالم العربي، وخرجت مظاهرات في عدة دول تندد بالجريمة.
- في الأردن، اعتبر الهجوم إهانة للسيادة الأردنية، وزادت التوترات مع إسرائيل.
- في الأمم المتحدة، تم طرح الموضوع، لكن لم يصدر أي قرار حاسم ضد إسرائيل، كما حدث مع العديد من الانتهاكات الإسرائيلية في تلك المرحلة.

## توابع المجزرة
- تُعد من أوائل المجازر التي أوضحت للعالم نهج إسرائيل في استخدام القوة المفرطة والعقاب الجماعي.
- كانت المجزرة إحدى المحطات التي ساهمت في تصاعد المقاومة الفلسطينية لاحقًا.

## وصلات خارجية
- المذابح الإسرائيلية في فلسطين - الجزيرة نت
- يا حكامنا بأيديكم .. ويدِ وايِزمان - المركز الفلسطيني للإعلام
- جنود الاحتلال يقتحمون "مقبرة الشهداء" في مدينة قلقيلية